# Macao en los Juegos Paralímpicos de Pekín 2008
Macao estuvo representado en los Juegos Paralímpicos de Pekín 2008 por dos deportistas, un hombre y una mujer. El equipo paralímpico no obtuvo ninguna medalla en estos Juegos.